# Phreatia rupestris
Phreatia rupestris är en orkidéart som beskrevs av Johannes Jacobus Smith. Phreatia rupestris ingår i släktet Phreatia och familjen orkidéer. Inga underarter finns listade i Catalogue of Life.